# Azacitidine
L'azacitidine, commercialisée sous le nom de Vidaza, est un médicament anticancéreux, indiqué notamment dans le traitement des syndromes myélodysplasiques et de certaines leucémies.
Analogue nucléosidique de la Cytidine, l'azacitidine exerce une activité cytotoxique à l'encontre des cellules anormales de la moelle osseuse dans des syndromes myélodysplasiques et agit en activant des gènes suppresseurs de tumeurs,
Commercialisée dans l'Union européenne, aux États-Unis et au Japon dans le traitement des syndromes myélodysplasiques par le laboratoire Bristol-Myers Squibb, l'azacitidine est disponible sous forme de solution injectable pour injection sous-cutanée et de comprimés par voie orale. Il existe également des spécialités génériques.
La molécule est contre-indiquée durant la grossesse et peut provoquer des effets secondaires graves qui imposent son utilisation sous surveillance en milieu hospitalier.

## Pharmacologie
L'azacitidine exerce son effet antinéoplasique par divers méchanismes.
Il s'agit d'un analogue nucléosidique de la cytidine et, à ce titre, la molécule est incorporée dans l'ARN et l'ADN des cellules anormales de la moelle osseuse dont l'atteinte provoque des syndromes myélodysplasiques évoluant en leucémies myéloïdes. L'azacitidine subit une triple phosphorylation par l'Uridine cytidine kinase 2 puis est incorporée dans le génome, induisant une activité cytotoxique directe et induisant l'apoptose des cellules de la lignée myéloïde. Cette action semble affecter davantage les cellules proliférantes, épargnant relativement les cellules normales.
Un autre mécanisme d'action majeur implique l'action de l'azacitidine sur l'ADN méthyltransférase.
En effet, la méthylation de l'ADN est un facteur majeur de répression génique et un fragment de gène méthylé sera moins transcrit. Ainsi, l'hyper-méthylation des promoteurs de certains gènes suppresseur de tumeurs serait impliquée dans la physiopathologie de nombreux troubles de l'hématopoïèse (particulièrement les syndrome myélodysplasiques et leucémies),. L'azacitidine inhibe l'ADN méthyltransférase, ce qui engendre une hypo-méthylation des promoteurs de certains gènes suppresseurs de tumeurs impliqués dans la régulation du cycle cellulaire et des voies de l'apoptose,. L'impact de cette activité sur l'ADN méthyltransférase n'est toutefois pas éclairci et ne contribuerait que partiellement à son efficacité,.
L'azacitidine est prescrite généralement à 75 mg/m2 de surface corporelle, par injection sous-cutanée quotidienne durant 7 jours suivi d'une période de repos de 21 jours, constituant un cycle de 28 jours renouvelable (communément 6 fois, selon l'efficacité et en surveillant la survenue d'une toxicité).
L'absorbtion de la molécule est rapide lors d'une administration SC, avec un pic plasmatique atteint en moins d'une demi-heure et avec une biodisponibilité d'environ 90 %, cette dernière variant peu entre les patients d'origine européenne et japonais lors de l'étude pharmacocinétique,.
Ces même données suggèrent que l'azacitidine n'interragit pas et n'est pas métabolisée par les Cytochrome P450 ou par des enzymes hépatiques comme la UDP‐glucuronosyltransférase mais est inactivé par hydrolyse spontanée et par désamination catalysée par la cytidine désaminase. Elle est principalement éliminée par excrétion rénale avec une demi-vie biologique inférieure à 1 h (plus de 2 h dans le cas d'une administration répétée).
Comme de nombreux agents cytotoxiques, l'azacitidine provoque une toxicité hématologique et rénale ainsi que des effets indésirables parfois graves. Sa toxicité médullaire est importante, causant des cytopénies, particulièrement neutropénies, thrombocytopénies et anémies. Des effets non-hématologiques sont également observés : nausées, vomissements, diarrhées et confusion,.